# Miraflores, Abasolo
Miraflores är en ort i Mexiko.   Den ligger i kommunen Abasolo och delstaten Guanajuato, i den centrala delen av landet, 280 km väster om huvudstaden Mexico City. Miraflores ligger 1 692 meter över havet och antalet invånare är 222.
Terrängen runt Miraflores är platt åt nordväst, men åt sydost är den kuperad. Runt Miraflores är det ganska tätbefolkat, med 120 invånare per kvadratkilometer. Närmaste större samhälle är Abasolo, 6,7 km söder om Miraflores. Trakten runt Miraflores består till största delen av jordbruksmark.